# Gare de Nogent-sur-Vernisson
Pour les articles homonymes, voir gare de Nogent.
La gare de Nogent-sur-Vernisson est une gare ferroviaire française de la ligne de Moret - Veneux-les-Sablons à Lyon-Perrache. Elle est située sur le territoire de la commune de Nogent-sur-Vernisson, dans le département du Loiret, en région Centre-Val de Loire.
Ouverte en 1861 par la Compagnie des chemins de fer de Paris à Lyon et à la Méditerranée (PLM), c'est une gare de la Société nationale des chemins de fer français (SNCF) desservie par des trains TER Centre-Val de Loire.

## Situation ferroviaire
Établie à 125 mètres d'altitude, la gare de Nogent-sur-Vernisson est située au point kilométrique (PK) 135,093 de la ligne de Moret - Veneux-les-Sablons à Lyon-Perrache, entre les gares ouvertes de Montargis (s'intercale la gare fermée de Solterre) et de Gien (s'intercale la gare fermée des Choux - Boismorand),.

## Histoire

### Gare PLM (1861-1937)
La gare de Nogent-sur-Vernisson est mise en service le 21 septembre 1861 par la Compagnie des chemins de fer de Paris à Lyon et à la Méditerranée (PLM), lorsqu'elle ouvre à l'exploitation les 136 km du tronçon de Montargis à Nevers, faisant partie de la première section de sa ligne de Paris à Lyon par le Bourdonnais. La gare est établie à un kilomètre du bourg de Ferrières-en-Gâtinais.
Lors de sa séance du 15 septembre 1876, M. Boyenval propose un vœu pour un arrêt, dans chaque sens, d'un train express circulant sur la ligne. Il argumente sur le fait que la gare dessert plusieurs cantons et délivre 15 000 billets, dont 5 000 concernent la première classe, ce qui permet une recette quotidienne d'environ 1 000 fr. En 1889, un pont à bascule y est rétabli.

La gare au début des années 1900
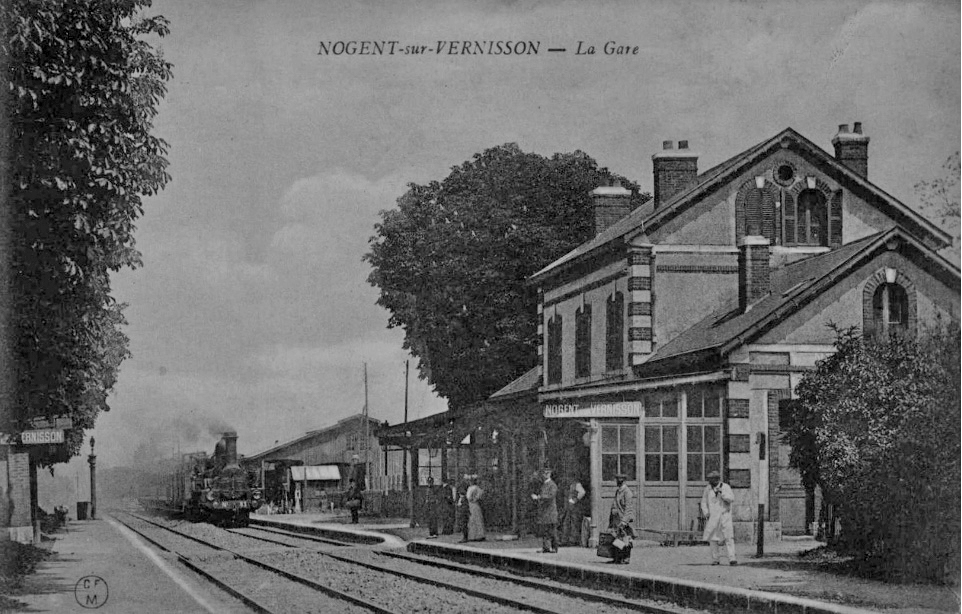
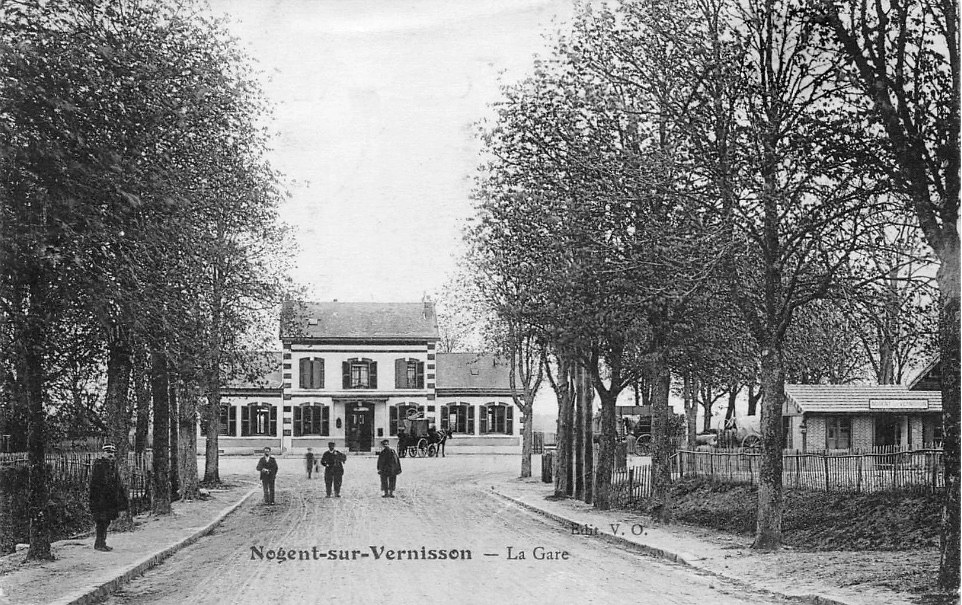
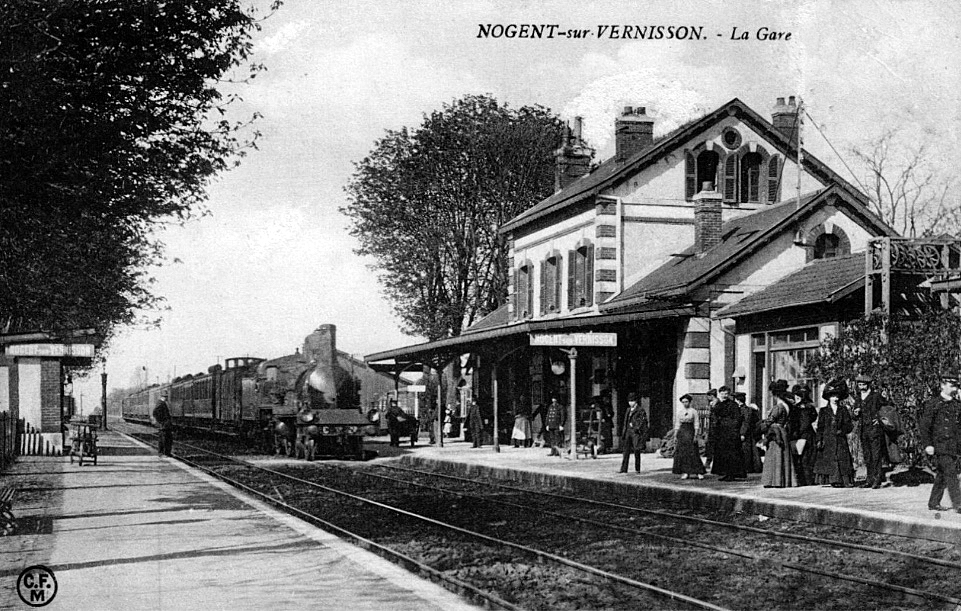

En janvier 1906, le conseil général approuve un projet d'installation d'une station de tramway de la Compagnie des tramways du Loiret, dans la gare du PLM de Nogent-sur-Vernisson. Pour cette installation, la compagnie du PLM demande une indemnité de 14 500 fr.

La gare du tramway et locomotives Corpet-Louvet
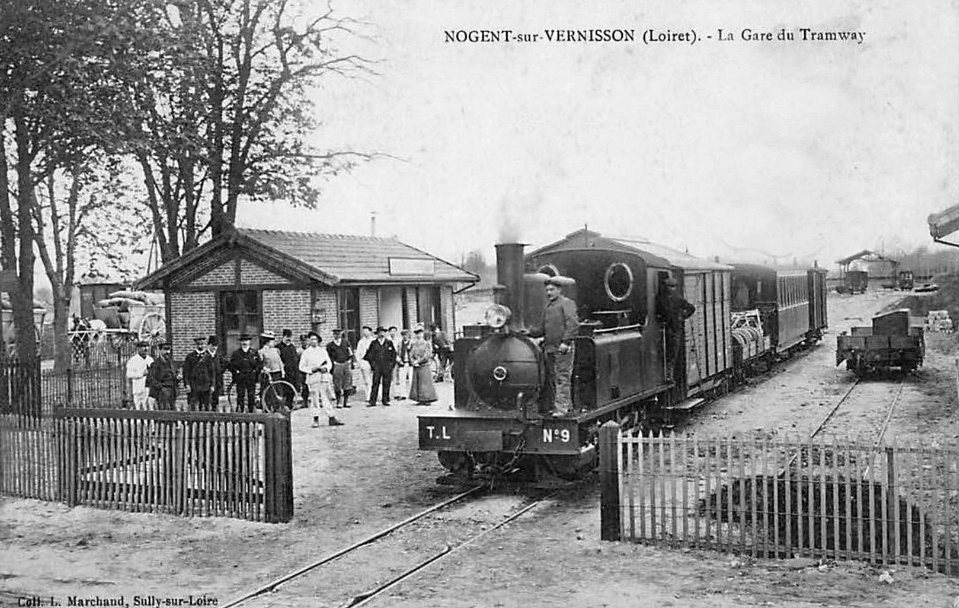
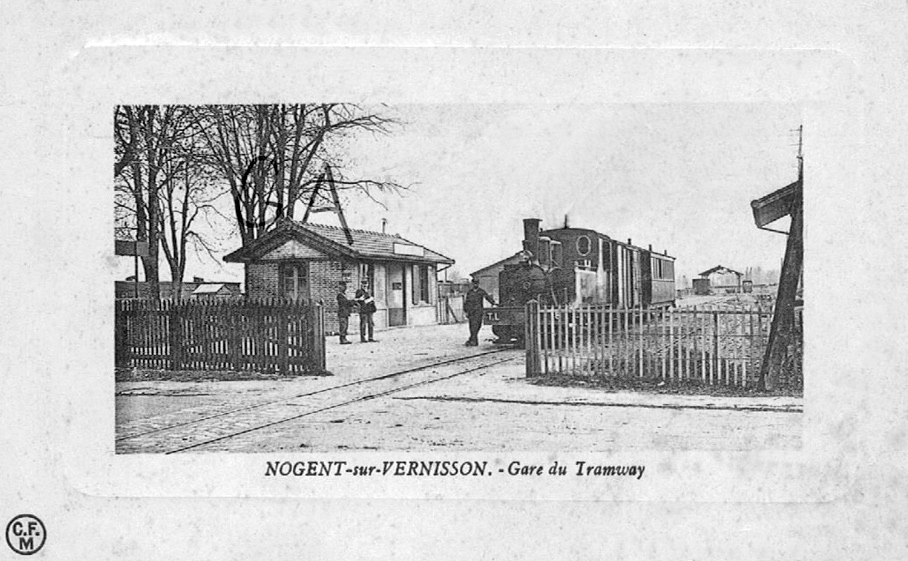
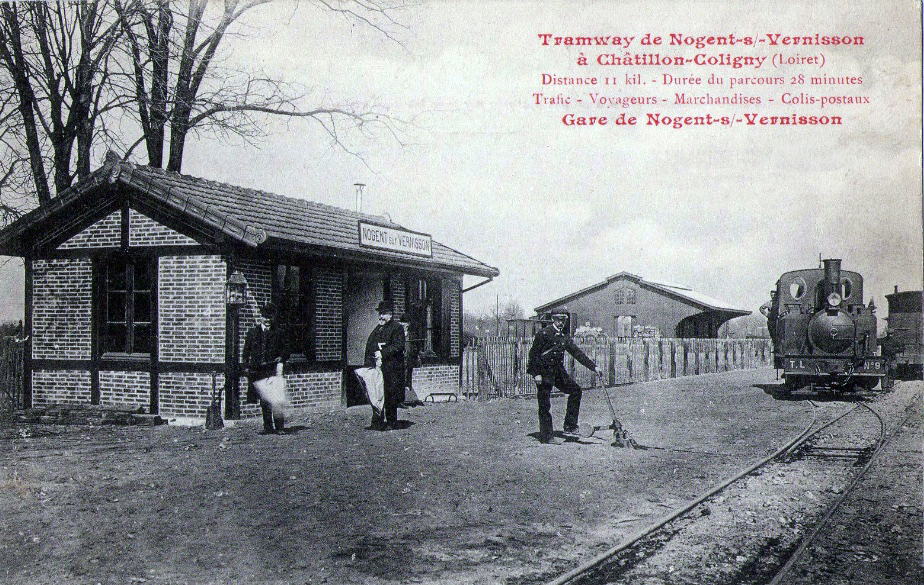

En 1911, la gare figure dans la Nomenclature des gares, stations et haltes du PLM comme appartenant à la ligne PLM de Moret-les-Sablons à Nîmes, située entre la gare de Solterre et la gare des Choux - Boismorand. Pouvant recevoir et expédier des dépêches privées, elle est ouverte aux services complets de la grande vitesse et de la petite vitesse.
En mai 1924, le conseil général est amené à examiner un projet d'amélioration du transbordement des marchandises entre le matériel de la Compagnie du PLM et celui de la Compagnie des tramways du Loiret. Le problème est l'évolution du matériel du PLM. Depuis l'accord de 1906, le système installé permet l'arrivée des wagons du PLM sur la voie de transbordement par l'intermédiaire de deux plaques tournantes de 4,40 m. Or, depuis la mise en service de nouveaux wagons à grand empattement, le passage par les plaques n'est plus possible, ce qui contraint à un transbordement « long et difficile ». Le projet qui consiste à relier « la ligne de transbordement du PLM aux voies de garage de cette compagnie à l'aide d'un embranchement à aiguille, sans plaques tournantes » est considéré comme fonctionnel par les parties ; l'accord doit se faire sur les conditions financières, demandées par la compagnie PLM, qui imposent une participation du conseil général du fait de l'exploitation déficitaire de la compagnie des tramways du Loiret. En 1925, les ingénieurs du contrôle reviennent sur les améliorations proposées et contestent leur intérêt car la modification coûte cher et sur les 250 wagons annuels qui ont des marchandises à transborder dans le tramway, seuls 50 d'entre eux « ne peuvent pas passer sur les plaques tournantes et nécessitent le double transbordement ». En 1926, le rapport de l'ingénieur en chef du contrôle se conclut par un avis négatif. Le rejet du projet de reprise des installations de raccordement permet d'effectuer d'autres améliorations comme l'agrandissement de la halle à marchandises et l'élargissement du quai découvert, du côté de la cour des marchandises. Pour résoudre le problème du transbordement, la solution finalement retenue est l'installation d'un appareil de levage pour la manutention des marchandises. Il s'agit de construire « un portique de levage placé au-dessus des voies du transbordement du P.-L.-M. et du tramway et composé de deux palées espacées de sept mètres, supportant une poutre servant de chemin de roulement à un chariot muni d'un palan de quatre tonnes ». C'est le département qui prend la charge financière de cette amélioration.

### Gare SNCF (depuis 1938)
En 1985, c'est une gare ouverte aux services des voyageurs et des marchandises ; son trafic annuel de voyageurs est de 10 895 billets et de 710 abonnements et son trafic de marchandises, notamment des céréales, représente un total de 7 918 tonnes à la réception et de 19 661 tonnes à l'expédition.
Le 11 décembre 2014 une opération de sensibilisation aux dangers de la traversée de voies à niveau pour le public est organisée le matin en gare en présence de responsables RFF et SNCF et d'élus locaux. Le choix de Nogent-sur-Vernisson est du aux observations faites, par les agents et contrôleurs, d'un relâchement et de comportement à risques d'usagers, comme le fait notamment de « traverser les voies alors que les signaux sont allumés » et de l'inatention provoquées par l'utilisation d'un smartphone et/ou d'utilisations d'écouteurs ou d'un casque audio. Le danger est réel : « depuis les années 2000, en France, 56 accidents dus à ces comportements ont entraîné 44 décès, dont 60 % de jeunes entre 15 et 25 ans et 36 % de plus de 65 ans ». Cette même année, la fréquentation quotidienne de la gare est de 160 voyageurs en moyenne.

## Service des voyageurs

### Accueil
Gare SNCF, elle dispose d'un bâtiment voyageurs ouvert du lundi au vendredi de 5 h 50 à 11 h 50 et de 14 h 40 à 15 h 50 et fermé les samedis, dimanches et jours fériés. Elle est équipée d'un guichet ouvert les mêmes jours aux mêmes horaires que le bâtiment voyageurs. Elle dispose d'automates pour l'achat de titres de transport. Pour l'accessibilité, elle dispose du service Accès TER à joindre par téléphone.
Un passage piétonnier planchéié permet la traversée des voies par le public en étant vigilant aux informations données par les panneaux lumineux.

Installations de la gare
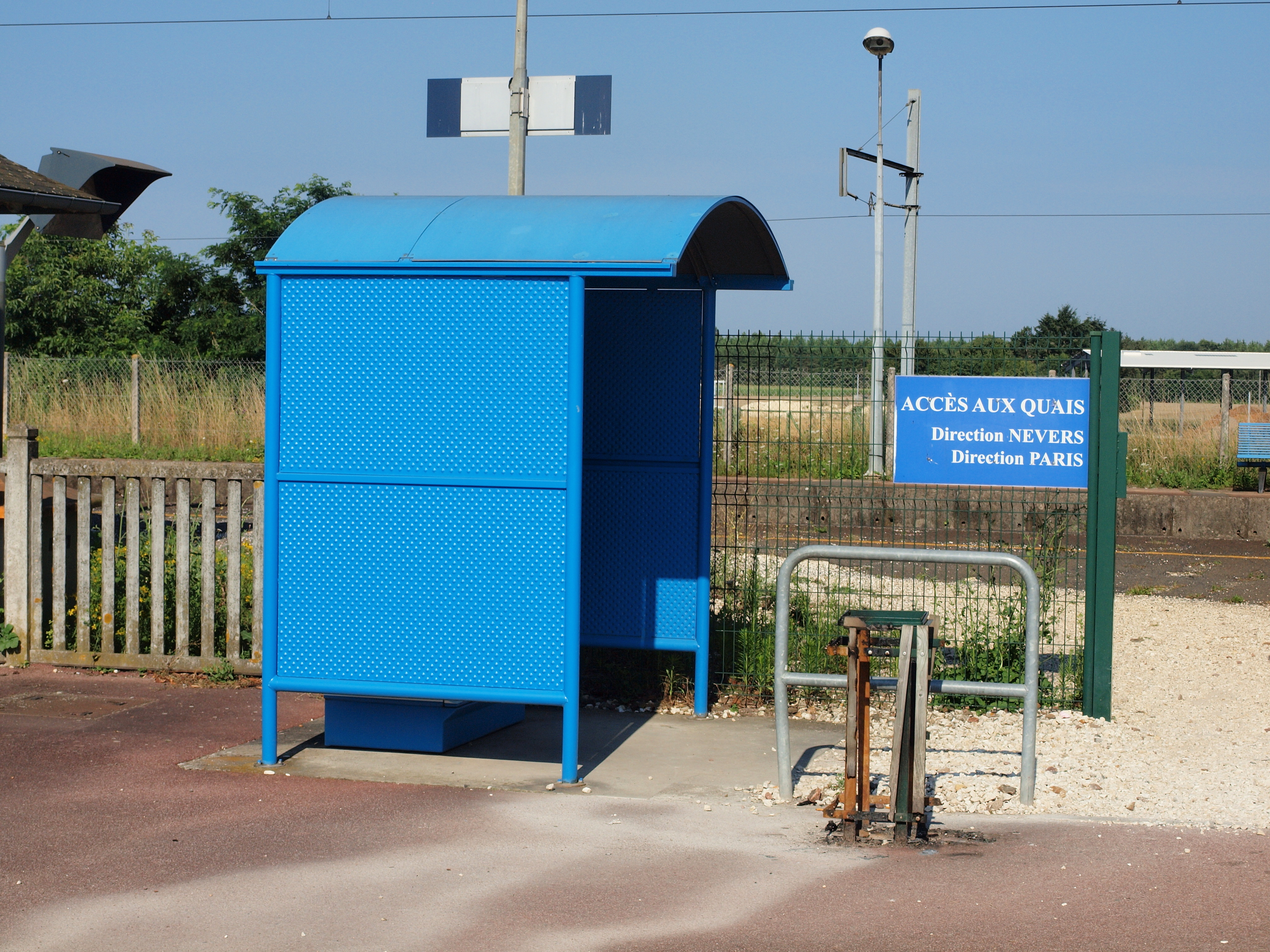
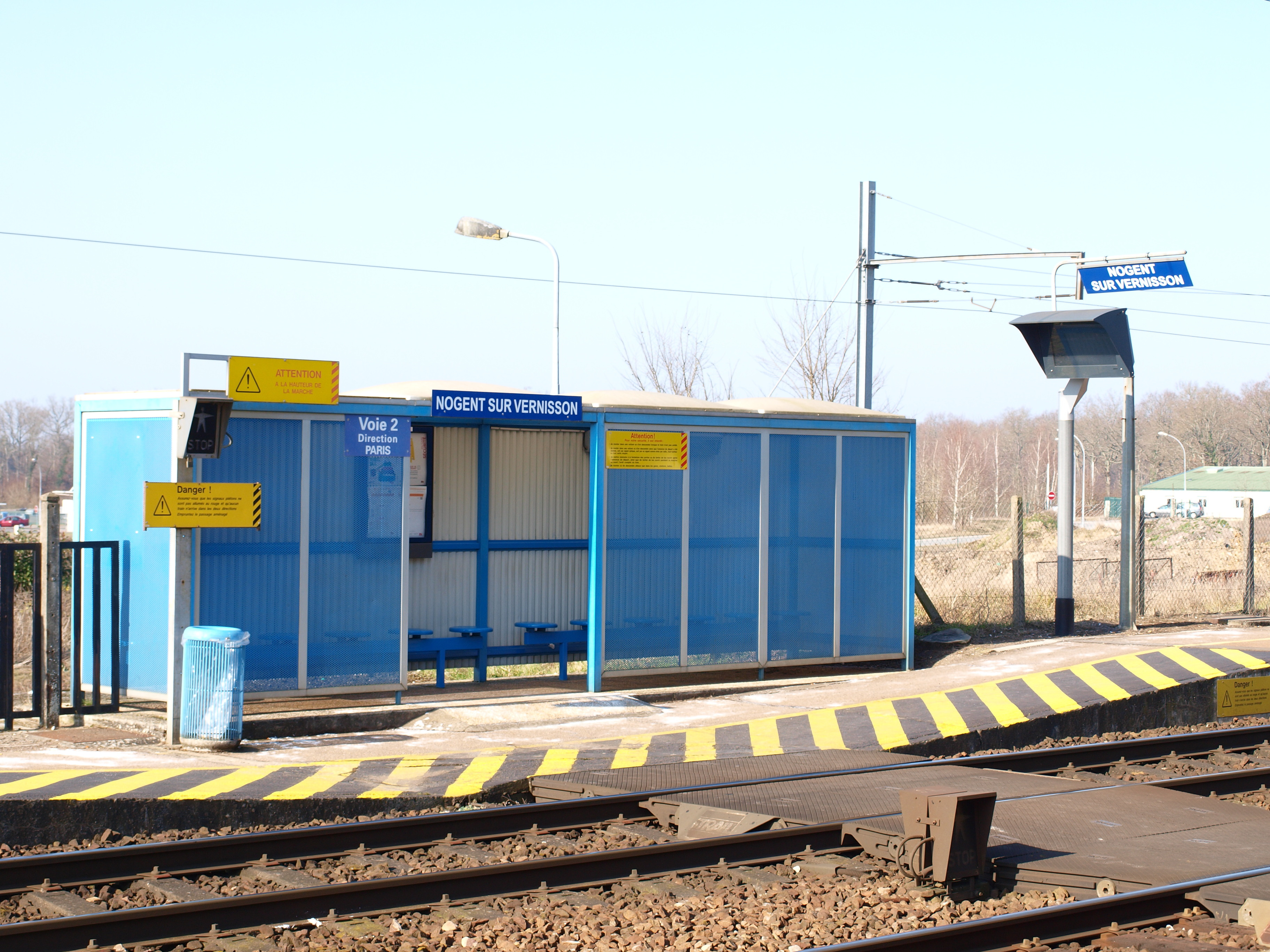
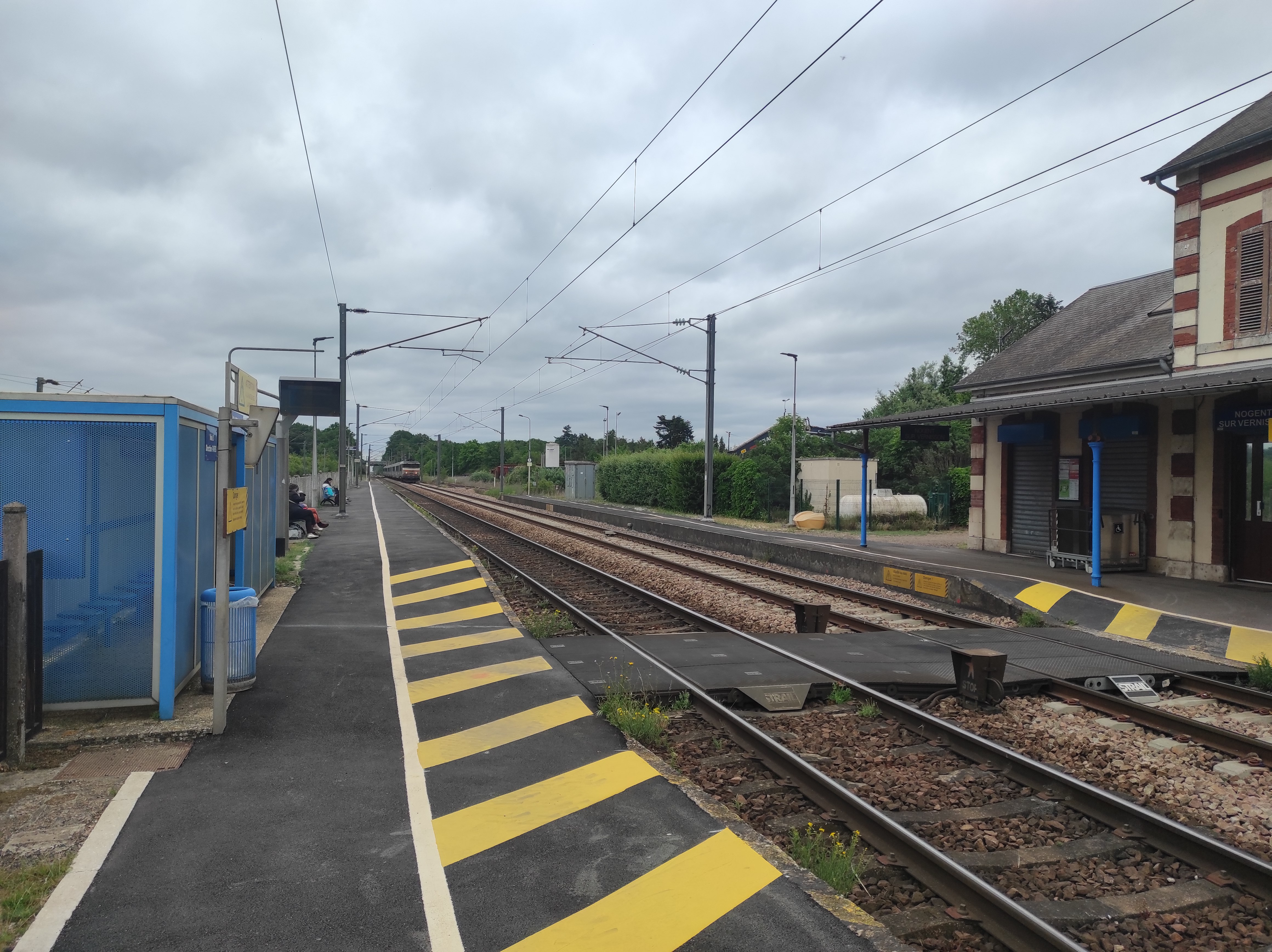

### Desserte
Nogent-sur-Vernisson est desservie par des trains TER assurant la relation entre Paris-Bercy et Nevers.

Installations et dessertes TER
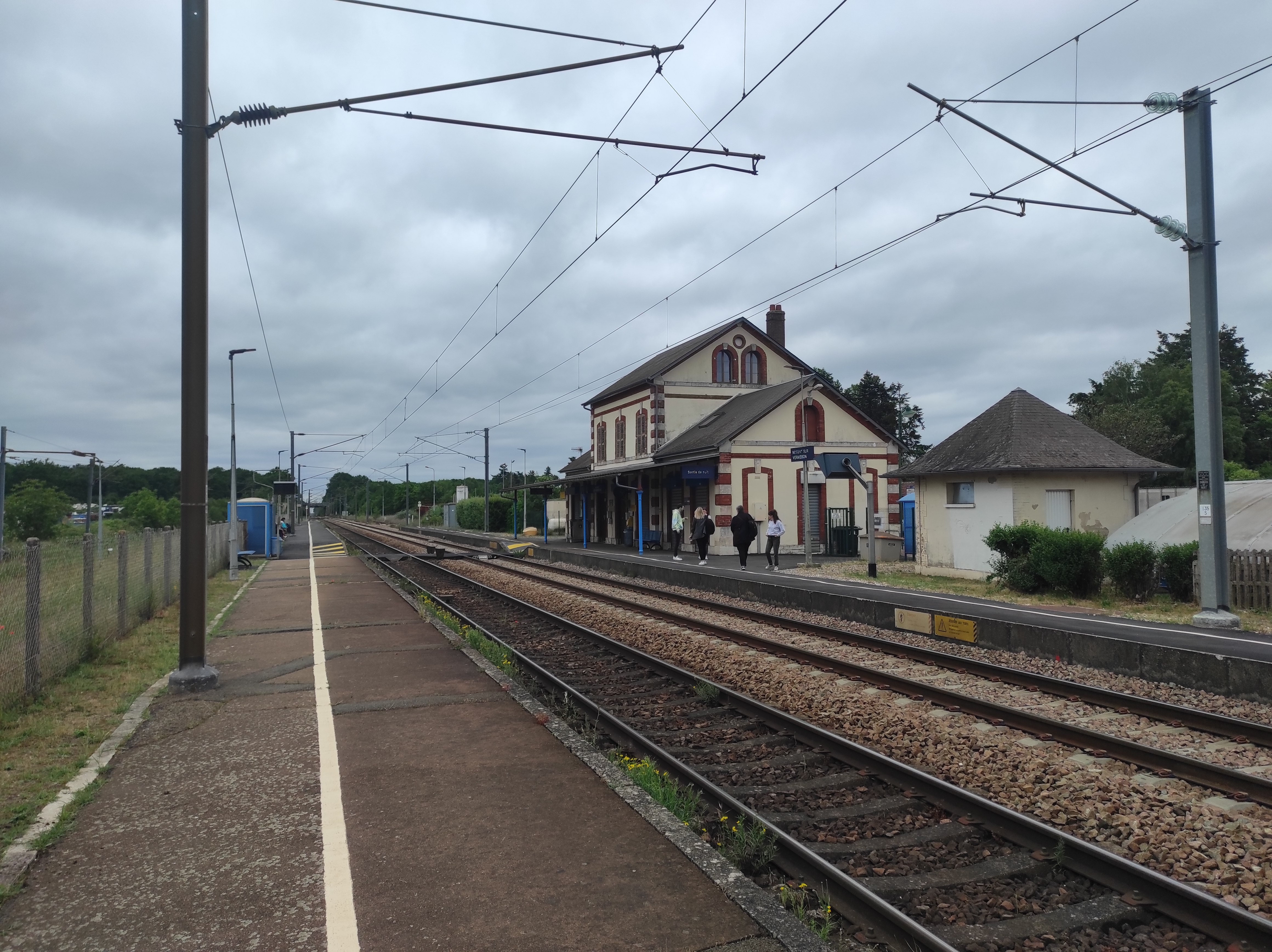
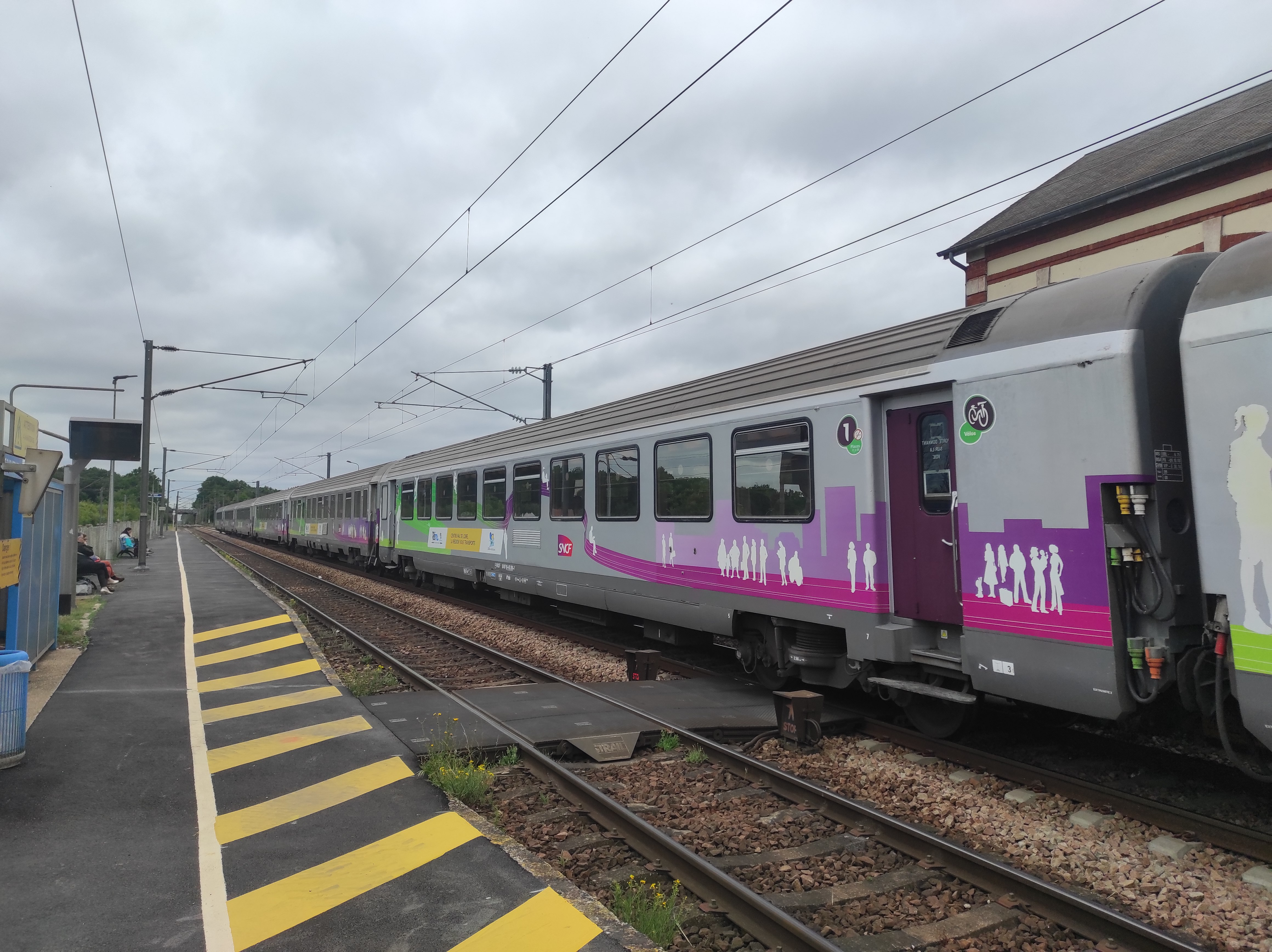
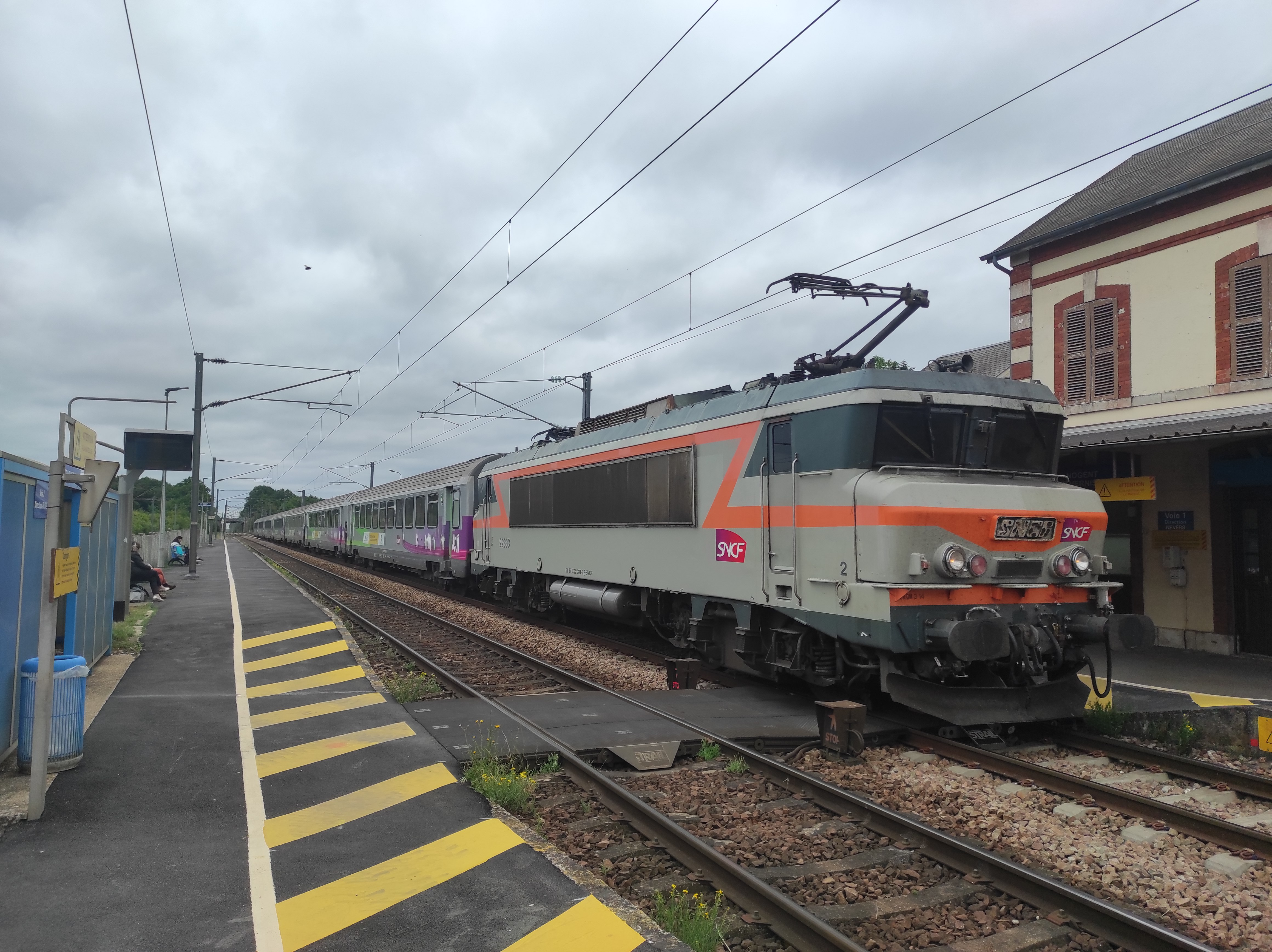

### Intermodalité
Elle dispose d'abris pour les vélos et d'un parking de 42 places.

## Service des marchandises
Cette gare est ouverte au service du fret.

## Patrimoine ferroviaire
Le bâtiment voyageurs d'origine, de la compagnie du PLM, est toujours utilisé pour le service ferroviaire.